# سامانه برق اضطراری

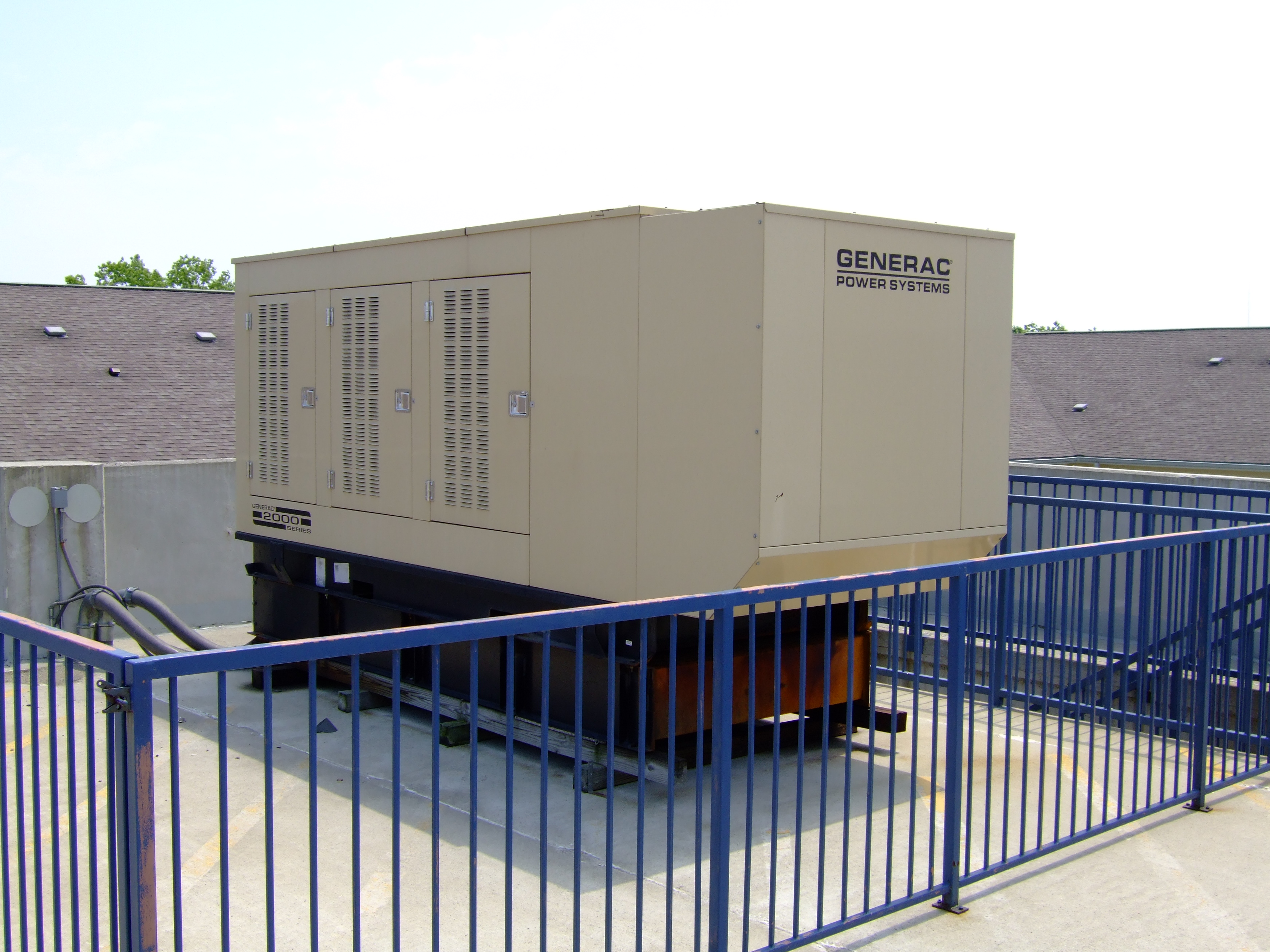
UPS یا برق اضطراری

سامانه برق اضطراری نوعی از سامانه‌های پشتیبان است که در زمان بحران یا وقتی که سامانه‌های معمولی از کار می‌افتند مورد استفاده قرار می‌گیرند. سامانه‌های قدرت اضطراری شامل ژنراتورها، سلول‌های سوختی، سامانه‌های نوری، و دستگاه‌های دیگر می‌شود. از این سامانه‌ها در طیف گسترده‌ای از مراکز مانند خانه‌های مسکونی، بیمارستان‌ها، آزمایشگاه‌های علمی، مراکز داده، مخابرات و در تجهیزات مدرن کشتی‌های نیروی دریایی استفاده می‌شود.
دیزل ژنراتور؛ یکی از پرکاربردترین سامانه های برق اضطراری این سامانه ها عمدتا نسبت به سایر موارد مشابه سهولت کاربرد بیشتری داشته و به سرعت قابل استفاده هستند.
این دستگاهها شامل موتور، سیستم سوخت رسانی، مولد، پایه اصلی و ... هستند که مجموعا از طریق احتراق سوخت دیزل باعث تولید برق مورد نیاز خواهند شد.
باتری یوپی اس : یک باتری ups ، در ابتدایی ترین حالت، یک سیستم برق پشتیبان باتری است که به اندازه کافی برق را تامین می کند تا در صورت قطع برق، تجهیزات ناگهانی خاموش نشوند . این کار باعث جلوگیری از دست رفتن اطلاعات می شود . همچنین این فعالیت استرس ناشی از خاموش شدن سخت بر روی تجهیزات الکترونیکی شما را به حداقل می‌رساند.

## کاربردها
در ساختمان‌ها و مکان‌های عمومی در هنگام قطع برق شهر، برخی تجهیزات مهم ممکن است نیاز به ادامهٔ کار داشته باشند از جمله:
1. روشنایی در بخش‌های حساس پیش‌بینی شده
2. تأسیسات تلفن و مخابرات
3. آسانسورها
4. درهای خودکار
5. تأسیسات اتاق‌های جراحی و مراقبت‌های ویژه پزشکی در بیمارستان ها
6. تأسیسات اعلام خطر و نجات (دود، آتش، دزدی)
7. واحدهای تولیدی خاصی که قطع برق آن‌ها عامل صدمات زیادی می‌شود
8. تأسیسات رایانه ای
9. پمپ‌های تأمین فشار آب و پمپ‌های آتش‌نشانی
10. سیستم‌های گرمایش، سرمایش و تهویهٔ مطبوع در بخش‌های حساس پیش‌بینی شده

...

## انواع
منابع تغذیه اضطراری را می‌توان بر پایهٔ روش تأمین انرژی در زمان قطعی برق دسته‌بندی کرد. برخی منابع از باتری برای تولید انرژی استفاده می‌کنند که اینگونه منابع از نظر مدت زمانی که می‌توانند برق را تأمین کنند محدود هستند. برخی دیگر از منابع از موتور مکانیکی و ژنراتور بهره می‌برند که تا زمانی که سوخت موتور مکانیکی فراهم باشد می‌توانند برق اضطراری را حفظ کنند. یک عامل مهم دیگر در تقسیم‌بندی این سامانه‌ها مدت زمانی است که طول می‌کشد تا سامانهٔ برق اضطراری جای شبکهٔ برق اصلی را بگیرد. برخی از سامانه‌ها می‌توانند بدون تأخیر (تنها با چند میلی‌ثانیه تأخیر) برق اضطراری را وارد مدار کنند. اینگونه از سامانه‌ها معمولاً از باتری برای تأمین انرژی استفاده می‌کنند و در اتاق‌های عمل، اتاق‌های رایانه و سامانه‌های نظامی استفاده می‌شوند. دستهٔ دیگری از سامانه‌ها برای تأمین برق اضطراری از موتور مکانیکی و مولد استفاده می‌کنند که به علت زمان‌بربودن راه‌اندازی، این سامانه‌ها معمولاً دارای مدتی تأخیر در وصل هستند. موتورهای دیزل محرک ژنراتورها با روش‌های مختلف (ازجمله روغن موتور پیش گرم شده و چرخ لنگر موتور که پیوسته میچرخد) آماده سازی می‌شوند تا در کوتاه‌ترین زمان ژنراتور هارا به گردش درآورند. همچنین سامانه‌های ترکیبی نیز وجود دارند.
در سیستم‌های ایمنی و حفاظتی (مانند اعلام حریق، دوربین مدار بسته و دزدگیر) یک باتری خشک (معمولاً ۱۲ یا ۲۴ ولت دی‌سی) در تابلوی اصلی وظیفهٔ تأمین برق در مواقع اضطراری را بر عهده دارد. یوپی‌اس‌ها برای تجهیزات حساس که نیاز به تأمین برق و جلوگیری از ورود اختلالات شبکهٔ بیرونی (از نظر ولتاژ و فرکانس مطلوب) به این تجهیزات را دارند استفاده می‌شوند (مثلاً در رایانه‌ها و تجهیزات مخابراتی حساس دیگر).

## ایمنی سامانه ها
تأسیسات سامانه‌های برق اضطراری میبایستی مرتب تحت کنترل باشند و طبق قوانین بومی حداقل هر ماه یک بار آزموده شوند. تمرین خدمه فنی و مصرف کنندگان و شبیه سازی تحت شرایط حقیقی نیز بایستی در فواصل معین انجام پذیرد (طبق استانداردهای اروپا و ایران حد اقل یک بار در  سال ).

## موارد مهم در برق اضطراری
1. زمان تاخیر بین جایگزینی سیستم اولیه که برق شهریست و سسیستم ثانویه بسیار مهم است. اگر این زمان از چند میلی ثانیه (20 ms) تجاوز کند، سیستم های کامپیوتری، ریست می‌شوند و اطلاعات لحظه ای آنها از دست می‌رود
2. ولتاژ سیستم برق اضطراری بسیار مهم است که باید نزدیک به برق شهری باشد. حد اقل 180 ولت و حداکثر 240 ولت بیشتر از این مقدار را بالا زدگی ولتاژ و کمتر از این مقدار را پایین زدگی ولتاژ می‌گویند.
3. فرکانس سیستم برق اضطراری باید شبیه به برق شهری باشد که 50 هرتز است. تغییر در فرکانس از درصدی مشخص اگر بیشتر شود، کارکرد برخی لوازم مخصوصاً موتورهای الکتریکی، مختل می‌شود.
4. شکل موج ولتاژ خروجی سیستم برق اضطراری میبایستی سینوسی یا حداقل نزدیک به سینوسی، مثلا شبه سینوسی باشد. شکل موج ولتاژ خروجی بسیار مهم است. موتورهای الکتریکی با موج سینوسی کار می‌کنند و اگر موج مربعی باشد، حرکتشان مختل شده و یا داغ می‌شوند.
5. تامین توان و جریان مورد نیاز باید به نحوی باشد که بتواند همه مصرف کننده های متصل به سامانه برق اضطراری را تامین کند.